# Das verschollene Bild
Das verschollene Bild (Originaltitel: Headlong) ist ein Roman des britischen Autors Michael Frayn aus dem Jahr 1999. Er macht sich den Tatbestand, dass eines der Jahreszeitenbilder von Pieter Bruegel dem Älteren vor Jahren sehr wahrscheinlich verlorenging, zunutze, um eine fiktive Geschichte zu erzählen, die von der Entdeckung dieses Gemäldes ausgeht, das Ränkespiel zwischen Finder und Besitzer zu einem satirisch gefärbten kulturellen „Clash“ zwischen Stadt und Land, Intellekt und Bauernschläue ausweitet, und die den Leser zwischendurch auch zu (kunst)historischen Exkursen einlädt.

## Handlung
Der Londoner Philosoph Martin Clay hat ein Sabbatjahr genommen, um seiner Leidenschaft, der Kunstgeschichte, zu frönen. Er will ein Buch schreiben über den Einfluss des Nominalismus auf die niederländische Malerei des 15. Jahrhunderts, doch er hat sich ablenken lassen von einem anderen, reizvolleren Thema. Nun bleiben ihm noch ganze fünf Monate – höchste Zeit, alle Kraft auf das Vorhaben zu konzentrieren. Begleitet von seiner Frau Kate, einer Kunsthistorikerin von Beruf, und ihrer gemeinsamen kleinen Tochter Tilda, soll dies in ihrem abgeschiedenen Landhaus gelingen. Kaum angelangt, lässt er sich aufs Neue ablenken. Ihr Nachbar Tony Churt, ein alteingesessener Landadliger, lädt die Clays zum Abendessen ein, denn er hat ein Anliegen. Er will, um sein heruntergekommenes Anwesen zu retten, vier Gemälde aus dem Familienbesitz veräußern und bittet sie um ihr sachverständiges Urteil. Die ersten drei entlocken Martin höfliche Allgemeinplätze; beim vierten, vom Hausherrn am geringsten geschätzt und als Kaminabdeckung missbraucht, weicht er hastig aus. Er ist wie vom Blitz getroffen. Was er „erkennt“, ist ein Bild, das er eigentlich gar nicht kennen kann, auch kein anderer, mit Ausnahme des Meisters selbst – ein Meisterwerk, dessen Existenz nur vermutet wird und dessen Entdeckung eine unglaubliche Sensation wäre. Es handelt sich um das sechste Bild aus dem Jahreszeitenzyklus von Pieter Bruegel dem Älteren.
Der Bruegel-Saal im Kunsthistorischen Museum Wien war auch der Ort, an dem Martins Passion für die Malerei sich entzündete. Daher seine Zuversicht, dass ihn seine Intuition richtig leitet. Instinktiv auch der Impuls, dem Hausherrn zu verheimlichen, welcher Schatz möglicherweise sein eigen ist. „Kopfüber“ (so der Titel im englischen Original) stürzt sich Martin in die Recherche, um Gewissheit zu erlangen, ob seine Hypothese sich bestätigt oder nicht. Dazu bräuchte er – neben den zahlreichen Nachschlagewerken, die er bemüht – eigentlich das Bild, will aber andererseits vermeiden, dass der Besitzer Verdacht schöpft, und muss dadurch in Kauf nehmen, dass er tagelang mehr spekuliert als forscht. Andere Probleme kommen hinzu. Spielt der sich naiv gebende Tony Churt ein doppeltes Spiel? Ist er überhaupt der rechtmäßige Eigentümer? Wie umgehen mit dessen sehr viel jüngerer, attraktiver Gattin Laura und ihren Verführungsversuchen? Und wie seine eigene Frau Kate für sein waghalsiges Spiel gewinnen? Immerhin will Martin einen Betrüger betrügen. Jener spekuliert, durch Verkäufe an Privatsammler Steuern und Kommissionen zu sparen; Martin wiederum gibt vor, interessierte Kunden zu kennen, damit Tony ihm freie Hand lässt und er den Bruegel heimlich an sich bringen kann. Nicht für sich privat, sondern letztendlich zum Wohle der Öffentlichkeit; aber dieser edle Zweck heiligt in seinen Augen alle fragwürdigen und unlauteren Mittel, derer er sich in der Folgezeit bedient.
Klaren Kopf behält Martin nur, wenn er neuen Recherchespuren nachgeht, wobei sich ihm der historische Kontext, in dem die Jahreszeitenbilder entstanden, immer mehr aufdrängt samt einer kühnen These, die erklären würde, warum es kein Zufall war, dass ausgerechnet dieses Gemälde verschwand. Nachprüfen kann er sie freilich immer noch nicht. Tonys plötzlich auftauchender Bruder, der ihm das Erbe streitig macht, erhöht den Druck, endlich zu handeln. Überstürzt verkauft Martin das erste, von Tony am höchsten geschätzte Gemälde beträchtlich unter dem Mindestbetrag, den er ihm versprochen hat. Um nicht dessen Unmut zu erregen, begleicht er die Differenz, indem er sich gegenüber seiner Bank verschuldet und darüber hinaus auch noch gegenüber Kate und Laura. Mit dem Verkauf der verbleibenden drei Bilder hat Tony indes schon einen anderen Kunstkenner beauftragt... Danach überschlagen sich die Ereignisse. Ausgelöst durch Lauras Eingreifen, stürzt Martin sich in ein wildes Abenteuer, bei dem er zuerst das falsche und dann das richtige Bild entwendet – um es am Ende doch zu verlieren, unwiederbringlich, für ihn wie für die gesamte Kunstwelt, und noch bevor es ihm gelingt, Gewissheit zu erlangen, ob seine letzte kühne These sich bestätigt und damit, aus seiner Sicht, auch die Echtheit „seines“ Bruegel.

## Analyse

### Das Bild
Martins Recherche konzentriert sich zunächst auf die Frage, welchen Platz das von ihm entdeckte Bild in Bruegels Jahreszeitenzyklus wohl eingenommen hat. Zuerst verschafft er sich Klarheit über die Zahl der verlorengegangenen Gemälde. Sind es vielleicht sogar sieben? Diese These wird von Forschern vertreten, die davon ausgehen, dass die Serie ursprünglich zwölf Bilder umfasste, für jeden Monat eins. Martin schlägt sich auf die Seite der Interpreten, die das auf ein Missverständnis von Bruegels Auftraggeber, Nicolaes Jonghelinck, zurückführen, und baut auf die Quellen, die bei den ersten zwei Besitzerwechseln jeweils sechs Bilder vermerkten. Das entspräche auch der Zahl der Jahreszeiten, die man seinerzeit in den Niederlanden unterschied. Martin geht also davon aus, dass wirklich nur ein Bild fehlt. Wo gehört es nun hin? Dazu prüft er, wie die Forschung die fünf existierenden (nicht nach den damaligen Jahreszeiten benannten) Gemälde bestimmten Doppelmonaten zuordnet. Zwar stellt er fest, dass die Ansichten darüber zum Teil erheblich voneinander abweichen, entdeckt aber auch eine fast ganz frei bleibende Lücke: April/Mai. Das passt zu dem, was er beim ersten Blick auf das verschollene Bild gesehen hat. Es zeigt eine Landschaft im Frühling.
Der Leser, der die Fiktion mit der Realität abgleicht, kann unschwer erkennen, dass Martin sich bis hierhin völlig im Rahmen dessen bewegt, was seitens der Bruegel-Forschung allgemein anerkannt ist. Wer sich eingeladen fühlt, seine Recherche mitzuvollziehen, erfährt unter anderem auch, dass von dem fehlenden Bild weder ein Titel überliefert ist noch irgendeine Beschreibung. Diese Tatsache gibt dem Autor, der sich darin versucht, größtmögliche Freiheit, und dem geübten Leser – dessen, was Martin auf diesem Bild sieht – das Wissen, dass er eine reine Fiktion vor sich hat:

„Ich schaue von einer waldigen Höhe in ein Tal hinunter, das sich von unten links diagonal durch das Bild erstreckt; ein Fluß windet sich durch das Tal, vorbei an einem Dorf, an einem Schloß, das auf einem Felsen thront, bis zu einer fernen Stadt am Meer, dicht an einem hohen Horizont. Links neben dem Tal ein zerklüfteter Gebirgszug mit schroffen Gipfeln. In den hohen Seitentälern liegt noch immer Schnee. Es ist Frühling. Auf den Bäumen unterhalb der Schneegrenze schimmert das erste Aprilgrün. In den höheren Lagen ist die Luft noch kalt, aber je weiter man in das Tal hinunterkommt, desto milder wird es; die kühlen, brillanten Grüntöne verwandeln sich in ein immer tieferes Blau, und für den Betrachter, dessen Blick in immer südlichere, sonnigere Regionen streift, wird aus April allmählich Mai.
Auf einer Lichtung sehe ich einige plumpe Figuren, die blühende weiße Zweige von den Bäumen brechen oder gerade dabei sind, einen derben Holzschuhtanz zu tanzen. Ein Dudelsackspieler sitzt auf einem Baumstumpf. Man glaubt fast, das strenge pentatonische Schnarren zu hören. Die Leute tanzen, weil wieder Frühling ist und weil sie den Winter überstanden haben.
Weiter hinten wird eine Viehherde über steile Berghänge auf die Alm getrieben.
Direkt vor mir, halb verborgen von Büschen, nur von einem Vogel beobachtet, der auf einem Ast sitzt, entdecke ich einen kleinen pummeligen Mann mit zwei wilden Osterglocken, der seine komische Schnute einer kleinen pummeligen Frau auf die komische Schnute drückt.
Und wieder schweift der Blick weiter, und das Herz mit ihm, hinaus in die unendliche Tiefe des Bildes, in immer tieferes Blau, in das blaue Meer und den blauen Himmel darüber. Die letzten Wolken lösen sich im warmen Westwind auf. Ein Segelschiff nimmt Kurs auf den warmen Süden.“

Martins Recherche ergibt unter anderem, dass zu Bruegels Lebzeiten noch der Julianische Kalender galt und dass dessen Jahresbeginn auf den 25. März fiel. Daraus folgert er, dass das verschollene Bild in der Konzeption des Malers das erste gewesen sein muss.

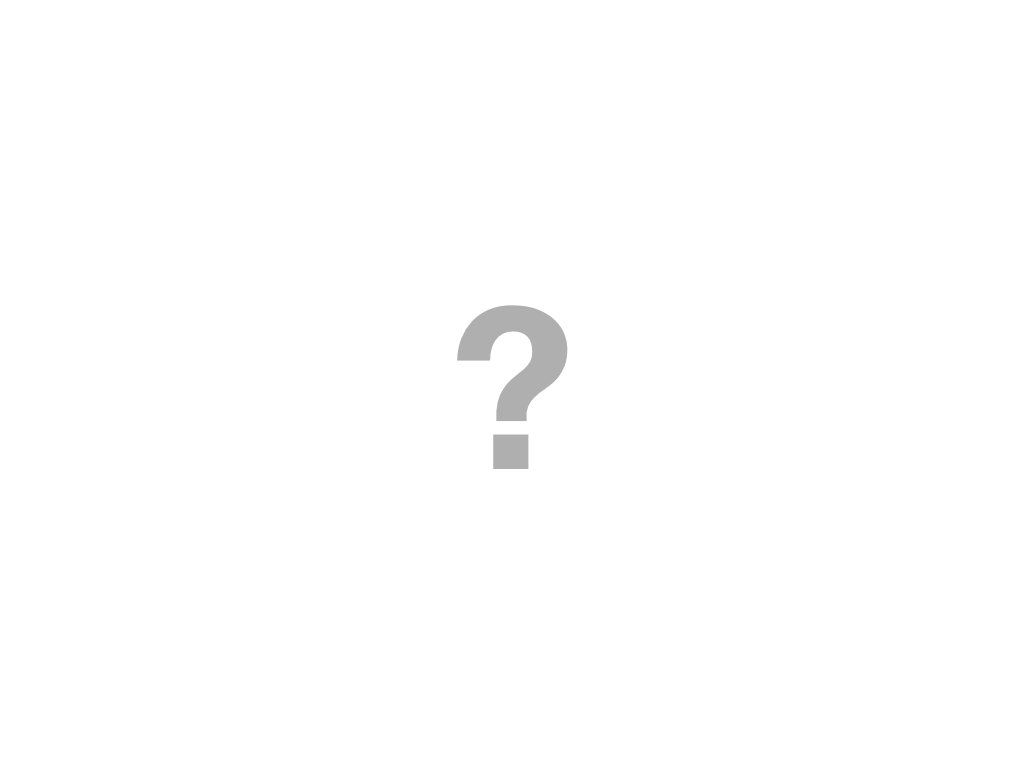
(Titel und Inhalt unbekannt) (Frühling)
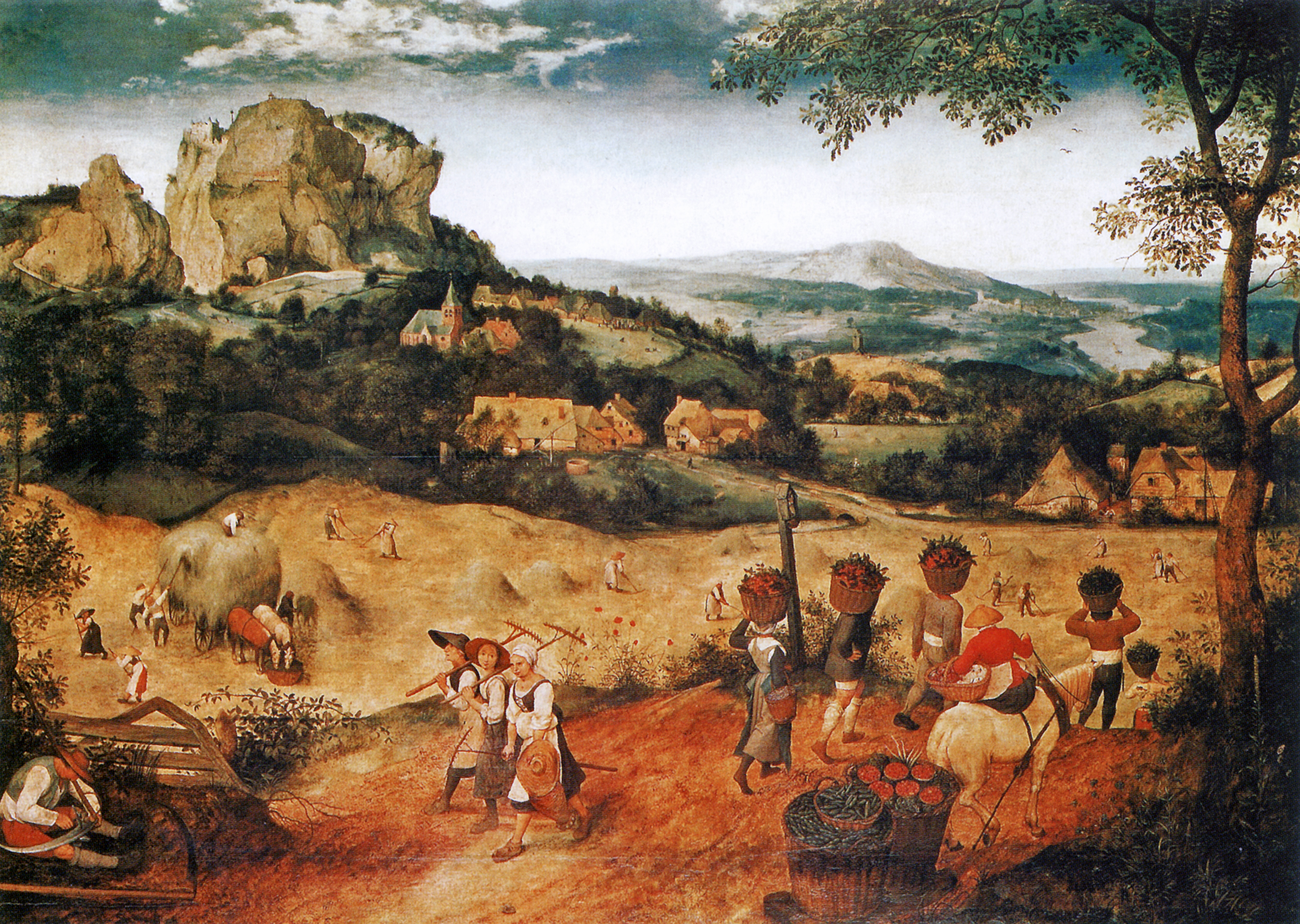
Die Heuernte (Sommer), 1565
Die Kornernte (Hochsommer), 1565
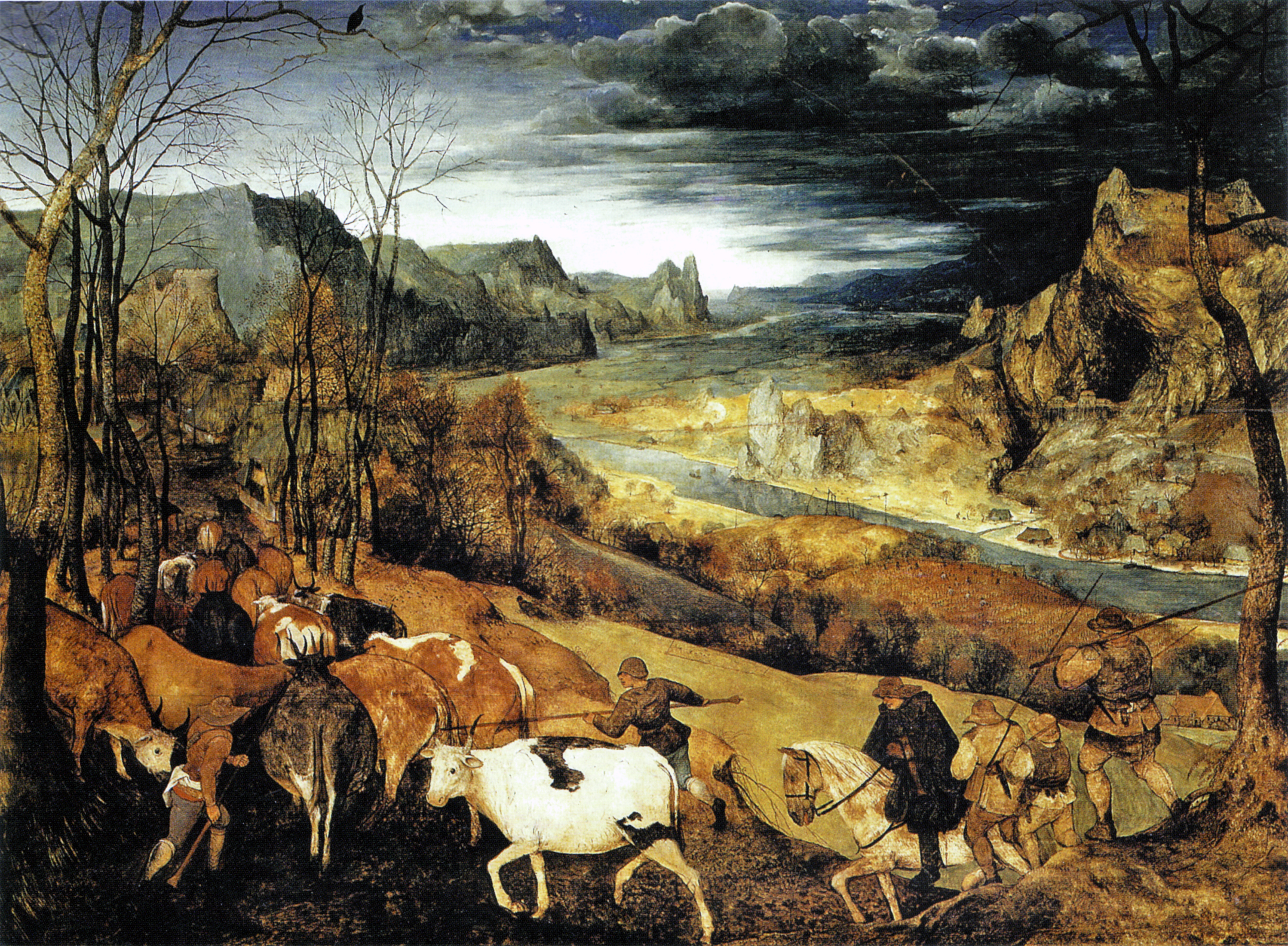
Die Heimkehr der Herde (Herbst), 1565
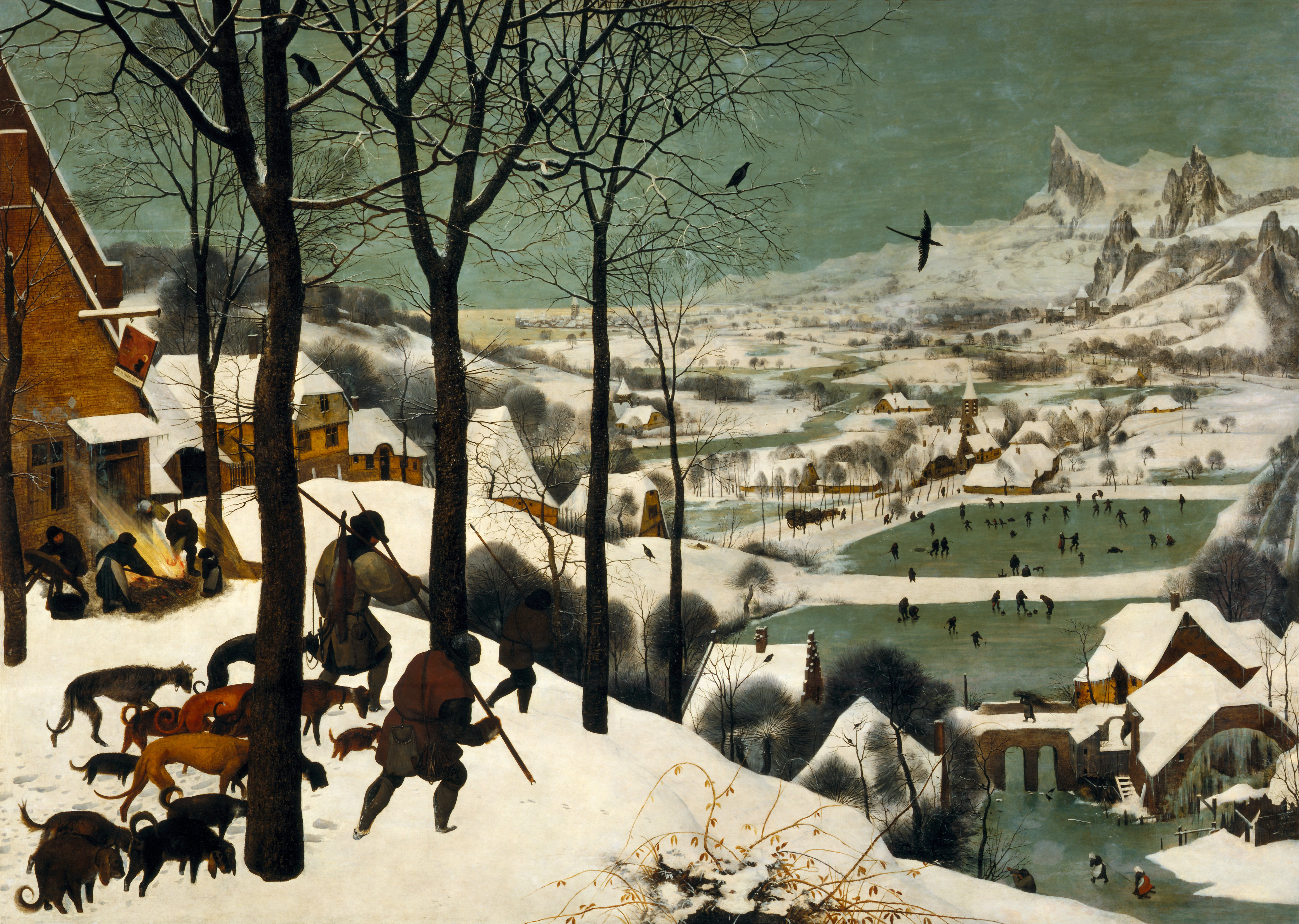
Die Jäger im Schnee (Winter), 1565
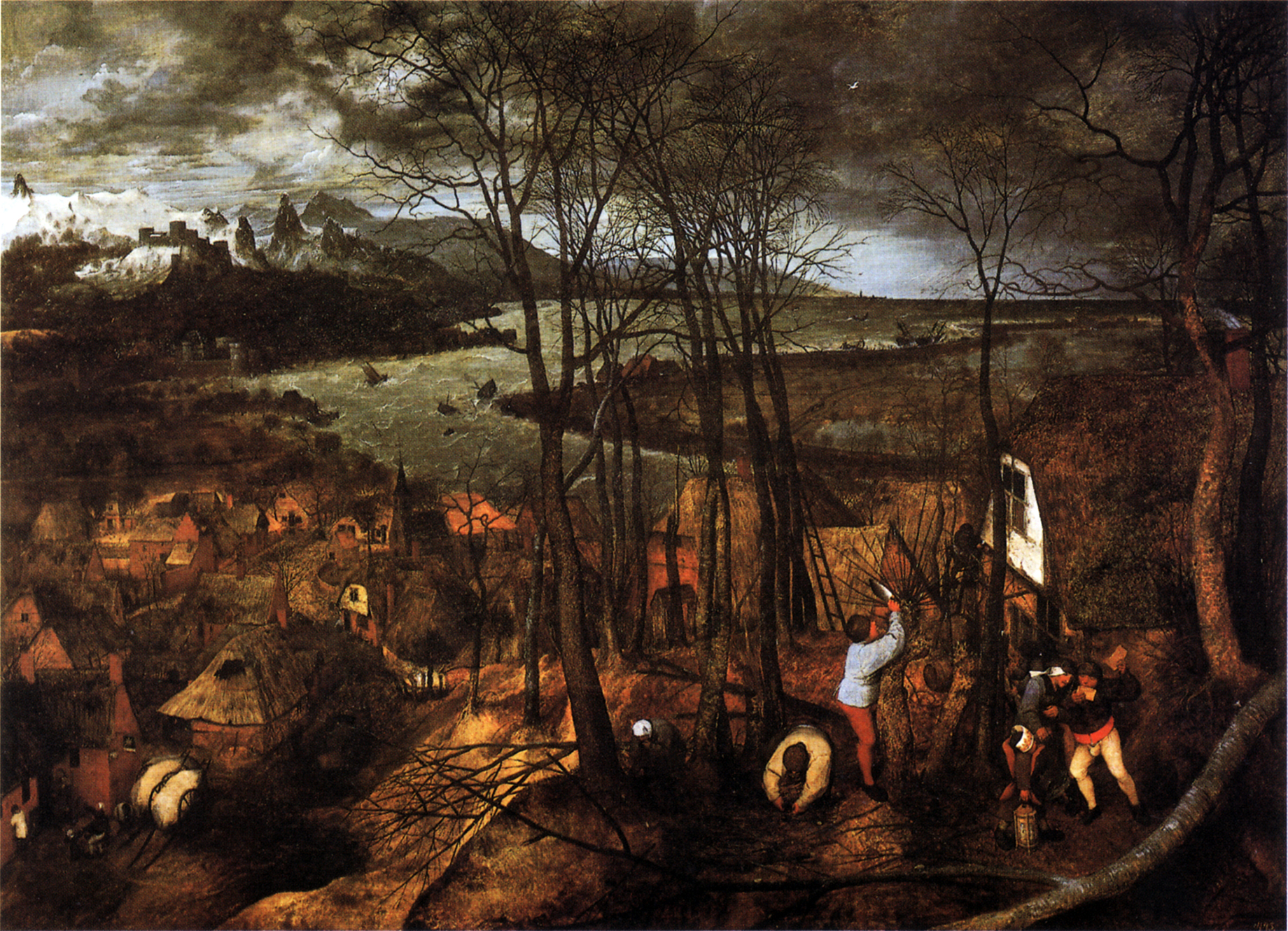
Der düstere Tag (Vorfrühling), 1565

### Entstehung
Im Unterschied zu den meisten anderen seiner Werke erinnert sich Michael Frayn, nach eigenem Bekunden, minutiös, wie und wo die Idee zum vorliegenden Roman entstand. Es war im Kunsthistorischen Museum Wien, im Bruegel-Saal, beim Betrachten der drei dort befindlichen Jahreszeitenbilder, konkret in dem Moment, als er den Begleittext las mit dem Hinweis auf drei weitere: das eine in Prag, das andere in New York und das sechste – verschollen. Sofort habe er begonnen zu spekulieren. Angenommen, dieses verschwundene Bild existiert noch, wäre es nicht denkbar, dass es irgendwo unerkannt lagert, bei jemand, der es gar nicht versteckt, sondern schlicht nicht weiß, was sich in seinem Besitz befindet? Und weiter angenommen, es würde irgendwann „erkannt“, wie würde der Entdecker handeln? Wäre es nicht umsichtig von ihm, den Besitzer in seiner Ahnungslosigkeit zu belassen – um nicht dessen Gier zu wecken, die ihn dazu verleiten könnte, es meistbietend zu verhökern, wodurch es für die Öffentlichkeit sofort wieder, und vielleicht für immer, verloren wäre?

### Erzählperspektive
Altruistische Beweggründe wie diese für sich in Anspruch zu nehmen, gestattet Frayn auch seinem Protagonisten Martin. Die Passion für die Malerei teilt er ohnehin mit ihm, einschließlich der speziellen Bruegel-Affinität und -Kennerschaft, die Martin im entscheidenden Moment befähigt, ein offenbar falsch zugeschriebenes Gemälde blitzartig als das verschollene Jahreszeitenbild zu erkennen. Oder ist es vielleicht eher so, dass er es als solches erkennen will? Ist seine Kennerschaft wirklich profund, seine Motivation ehrlich? – Frayn baut auf den aktiven, kritischen Leser, der auf Fragen wie diese selbst kommen will. Um dies in Gang zu setzen, konfrontiert er ihn direkt mit der Sicht seines Protagonisten, wählt also mit Bedacht die Perspektive eines Ich-Erzählers.

### Der Protagonist
Noch unbestimmter als sein Alter (35, 40?) ist das, was Martin an seine Profession als Philosoph bindet. Vielleicht ist es die Freiheit, die sie ihm bietet – unter anderem die, sich für ein Jahr von ihr freimachen zu können, um seiner Passion als Kunsthistoriker nachzugehen. Der selbstgewählten Bindung an sein Vorhaben, ein Buch auf diesem Gebiet zu schreiben, entzieht er sich, indem er sich erst in ein anderes kunstgeschichtliches Thema und dann in die Eroberung des Bildes verbeißt. Die erste Ausflucht erweist sich definitiv als fixe Idee; ob der „Bruegel“ auch eine ist, bleibt, von ihm selbst verschuldet, offen.
Auch die Bindung an Frau und Kind hat Martin noch nicht geerdet. Nicht einmal der Rückzug auf ihren Landsitz lässt ihn zur Ruhe kommen. Kaum sind sie da, zieht es ihn schon wieder weg, erst zu den Nachbarn, dann zwecks Recherche zurück nach London. Um zum Bahnhof zu gelangen, muss er seine Frau Kate einspannen, nicht ohne Skrupel, aber auch ohne Scheu vor Wiederholung, und oft genug ohne dass sie weiß, was genau er dort treibt. Was ihn antreibt, weiß nicht einmal er genau; vielleicht zielte die „Prägung“, die er vor Jahren im Kunsthistorischen Museum erfuhr, weder auf die Kunst noch die Kunsthistorie noch auf Bruegel, sondern auf dieses fehlende Bild – auf den Wunsch, es zu entdecken und damit berühmt und reich zu werden.
Intellektuell sind Martin und Kate einander ebenbürtig, im Temperament grundverschieden. Kate schreibt an einem kunsthistorischen Standardwerk. Die Art und Weise, wie sie dies tut – geduldig, diszipliniert, unaufgeregt, sachlich –, sind Qualitäten, die ihm selbst fehlen und die er an ihr mit gemischten Gefühlen sieht. Dass er, der Laie, sich ihr, dem Profi, dennoch überlegen fühlt, rührt daher, dass sie sich mit Ikonografie bescheidet, während er sich als Ikonologe versteht. Aus seiner Sicht heißt das: Sie begnügt sich mit Fakten, wohingegen er diese interpretiert; sie sammelt nur hinlänglich Bekanntes, während er Neuland entdeckt – und zwar nicht nur das verschollene Bild, sondern mit ihm eine steile These, die eine ganz neue Sicht auf die Jahreszeitenbilder eröffnet.

### Die These
Was ihm konkret keine Ruhe lässt, ist die Merkwürdigkeit, dass der unverkennbar heitere Grundton des Zyklus so gar nicht passen will zu den finsteren politischen Verhältnissen, in denen er entstand. Martin liest und fühlt sich weiter ein in Bruegels Lebenswelt – mit dem Ergebnis, dass er für möglich hält, der Maler könne sehr wohl einer geheimen protestantischen Sekte angehört und die einheimische „Résistance“ gegen die spanischen Besatzer unterstützt haben. Das führt ihn direkt zu seiner kühnen These. Was er auf „seinem“ Bild nun plötzlich vor seinem geistigen Auge hat, ist die veränderte Wahrnehmung eines kleinen Mannes am Rande des Geschehens: Dieser wird nicht, wie er bisher glaubte, kurz untergetaucht oder gerettet, er wird ertränkt, und zwar mit zwischen den Knien festgebundenem Kopf.
Sollte sich Martins „Vision“ bei Inspektion des Bildes bestätigen, würde das mehrere Schlussfolgerungen erlauben: Die dargestellte Szene wäre ein Verweis auf eine 1565 durch die Besatzungsmacht eingeführte Tötungsmethode; sie würde den gesamten Zyklus mit einem ironischen Vorzeichen versehen; der Anschein des Unpolitischen wäre widerlegt; das Verschwinden ausgerechnet dieses Bildes könnte genau dadurch begründet sein. Nebenbei würde der subversive Akt des Künstlers auch das Diktum „Bruegel malte viele Dinge, die eigentlich nicht gemalt werden konnten“, das Martin zu einer Art Leitmotiv für seine Nachforschungen macht, besonders eindrucksvoll bestätigen.

### Epilog
Ein Jahr nachdem Martins Versuch, das Bild für die Nachwelt zu „retten“, darin endete, dass es für immer verlorenging, zieht er in einer Art Epilog Bilanz. Seine Meinung über dieses Bild und dessen Bedeutung für ihn selbst hat sich im Laufe des Jahres mit jeder Jahreszeit geändert. Nun hat er damit abgeschlossen. Das vorliegende Buch will er als präventive Beichte verstanden wissen, mit der er sich gegenüber der Nachwelt verantwortet. In gewisser Weise schließt es das Thema, über das er eigentlich schreiben wollte, den Nominalismus, mit ein, ging es doch auch für ihn persönlich um die Fixierung auf einen Einzelgegenstand.
Nachdem er das überwunden hat, scheint Martin allmählich anzukommen – im „Normalismus“, wie er selbstironisch kalauert. Kate hat sich nicht von ihm getrennt, beide denken sogar über ein zweites Kind nach; Laura hat Tony, wie geplant, verlassen, geht jetzt ihrer eigenen Wege und ist Martin dennoch freundschaftlich verbunden. „Was auch immer am Ende aus dem vermeintlichen oder echten Bruegel wird“, resümiert ein Kritiker, „Martin ist längst Teil eines anderen ‚Bildes‘ geworden, das sich seiner Interpretation ebenso hartnäckig entzieht wie das Gemälde aus dem sechzehnten Jahrhundert: Er steht mitten in der Landschaft seines Lebens.“

## Ausgaben
- Michael Frayn: Das verschollene Bild. dt. von Matthias Fienbork; Hanser, München, Wien, 1999, ISBN 3-446-19778-8
- Michael Frayn: Das verschollene Bild. dt. von Matthias Fienbork; Taschenbuch; dtv, München, 2001, ISBN 978-3423203968
- Michael Frayn: Headlong. Henry Holt & Company Inc, New York, 1999, ISBN 978-0805062854 (englisch)
- Michael Frayn: Pretmakers in een berglandschap. Bert Bakker, Amsterdam, 1999, ISBN 9789035120556 (niederländisch)